# Champsevraine

Champsevraine este o comună în departamentul Haute-Marne din nord-estul Franței. În 2009 avea o populație de 827 de locuitori.

## Evoluția populației
| An        | 1975  | 1982  | 1990 | 1999 | 2006 | 2009 |
| --------- | ----- | ----- | ---- | ---- | ---- | ---- |
| Populație | 1.007 | 1.004 | 953  | 902  | 876  | 827  |